# 学術賞
学術賞（がくじゅつしょう）は、研究者に与えられる賞。文学者に与えられる文学賞に比較すると数は少ないと言われるが、実際は学会主宰の多くの学術賞がある。
新聞社、出版社、文化財団など財政基盤が固い団体が主宰するものと、大学や学会が主宰するものに分かれる。新聞社など主宰の場合は賞金額も比較的多く（といっても学協会主宰のものとさほど開きがあるものではない）、ジャーナリズムでも比較的よく取りあげられる。学会主宰の場合は賞金額は少なく、受賞が新聞などでまったく取りあげられないことも多い。しかしどちらの場合も、人文科学、社会科学の研究者の評価にとっては大きな存在である。

## 日本における主な学術賞一覧
終了した賞も含む。

### あ
- 朝日賞
- アジア・太平洋賞
- 安達峰一郎記念賞
- 鮎川信夫賞
- 石橋湛山賞
- 井筒俊彦学術賞
- 大佛次郎論壇賞
- エジンバラ公賞
- 大川賞
- 太田勝洪記念中国学術研究賞
- 冲永賞
- 恩賜賞

### か
- 学士院賞
- 樫山純三賞
- 角川源義賞
- 角川財団学芸賞
- 亀井勝一郎賞
- 河合隼雄物語賞・学芸賞
- 河上肇賞
- 河竹賞
- 紀伊國屋じんぶん大賞
- 京都賞
- 金田一京助博士記念賞
- 桑原武夫学芸賞
- 慶應医学賞
- 小林秀雄賞

### さ
- 佐藤栄作賞
- サントリー学芸賞
- 渋沢・クローデル賞
- 島津賞
- 上代文学会賞
- 女性史青山なを賞
- 女性史学賞
- 新潮学芸賞
- 新村出賞
- 関根賞

### た
- 地域政策研究賞
- 中古文学会賞
- 東方学会賞
- 独文学会賞

### な
- 中曽根康弘賞
- 中村元賞
- 中村元東方学術賞
- 西脇順三郎学術賞
- 日本IBM科学賞
- 日本学士院学術奨励賞
- 日本学士院賞
- 日本学術振興会賞
- 日本古典文学学術賞
- 日本中国学会賞
- 日本中国語学会奨励賞
- 日本比較文学会賞
- 日本翻訳文化賞

### は
- パピルス賞
- 福岡アジア文化賞
- 福澤賞
- 船井学術賞

### ま
- マイクロソフトリサーチ日本情報学研究賞
- 毎日出版文化賞
- 南方熊楠賞

### や
- 柳田賞
- 山片蟠桃賞
- 山川菊栄賞
- 山崎賞
- 山本七平賞
- 吉田茂賞
- 読売・吉野作造賞

### ら
- 倫雅美術奨励賞

### わ
- 和辻哲郎文化賞